# Franța la Concursul Muzical Eurovision Junior
Franța a debutat la Concursul Muzical Eurovision Junior în anul 2004.

## Rezultate
| An   | Gazda       | Artist         | Titlu                | Poziție | Puncte |
| ---- | ----------- | -------------- | -------------------- | ------- | ------ |
| 2004 | Lillehammer | Thomas Pontier | "Si on voulait bien" | 6       | 78     |
| 2018 | Minsk       | Angelina       | "Jamais sans toi"    | 2       | 203    |
| 2019 | Gliwice     | Carla          | "Bim Bam Toi"        | 5       | 169    |
| 2020 | Varșovia    | Valentina      | "J'imagine"          | 1       | 200    |
| 2021 | Paris       | Enzo           | "Tic Tac"            | 3       | 187    |
| 2022 | Erevan      | Lissandro      | "Oh, Maman!"         | 1       | 203    |

## Istoria voturilor (2004)
Franța a dat cele mai multe puncte pentru ...
| Poziție | Țară         | Puncte |
| ------- | ------------ | ------ |
| 1       | Spania       | 12     |
| 2       | România      | 10     |
| 3       | Croația      | 8      |
| 4       | Belgia       | 7      |
| 5       | Regatul Unit | 6      |

Franța a primit cele mai multe puncte de la ...
| Poziție | Țară          | Puncte |
| ------- | ------------- | ------ |
| 1       | Belgia        | 8      |
| =       | Spania        | 8      |
| 2       | Letonia       | 7      |
| 3       | Belarus       | 6      |
| =       | Danemarca     | 6      |
| =       | Grecia        | 6      |
| =       | Elveția       | 6      |
| 4       | Țările de Jos | 5      |
| 5       | Croația       | 4      |
| =       | Cipru         | 4      |
| =       | Polonia       | 4      |
| =       | Suedia        | 4      |

## Gazdă
| An   | Oraș  | Locație           | Prezentatori                         | Data finalei      | Piesa câștigătoare    |
| ---- | ----- | ----------------- | ------------------------------------ | ----------------- | --------------------- |
| 2021 | Paris | La Seine Musicale | Carla, Élodie Gossuin, Olivier Minne | 19 decembrie 2021 | Armenia - „Qami Qami” |
| 2023 | TBD   | TBD               | TBD                                  | decembrie 2023    | TBD                   |